# 阿德拉 (加利福尼亞州)
阿德拉（英語：Adela）是位於美國加利福尼亞州斯坦尼斯洛斯縣的一個非建制地區。該地的面積和人口皆未知。

## 地理
阿德拉的座標為37°47′19″N 120°51′48″W / 37.78861°N 120.86333°W，而該地的平均海拔高度為57米（即187英尺）。